# 遠藤貴巳
遠藤 貴巳（えんどう よしみ、1959年4月3日 - ）は、元四国放送の男性アナウンサー。徳島県吉野川市出身。

## 来歴
- 吉野川市立川島中学校（旧川島町立川島中学校）卒業。
- 徳島県立城東高等学校卒業。
- 関西学院大学法学部政治学科卒業[1][4]後、1982年に四国放送に入社する[3]。
- 入社した1982年に『飛び出せ!全国DJ諸君』で優秀賞を受賞[4][5]。
- 2024年9月末、四国放送を退社[3]。

## 人物
- 趣味は、ゴルフ、ランニング、映画鑑賞、バンドのヴォーカル、絵画[1][2]。
- 特技は、手品[1]。場を盛り上げること[2]。
- 好きなものは、ゴルフに行く時の車中（快適）。トレーニングの後の一杯[2]。
- 嫌いなものは、スコアが散々だった時の車中。風呂に入らずビールを飲むこと[2]。
- 久米宏に憧れて、アナウンサーを目指した[4]。
- 生放送中に強風で飛ばされた看板に当たるという事故を経験しており、この時の映像が日本テレビのNG大賞を受賞した。
- 熱烈な阪神タイガースファンである[4]。
- おやじバンドボーカル担当
- 田中角栄、田原俊彦、織田裕二のものまねが得意。
- 睡眠時はマウスピースを使用して寝ている。
- 仕事に欠かせないものは赤青鉛筆とメガネとコーヒー。

## 出演

### テレビ番組

#### 過去
- あさ630 メインキャスター[3]
- ゴジカル! ゴジカル中継
- ZIP!徳島ローカルパート枠（不定期）
- 徳島新聞ニュース （不定期）
- news every.第1部徳島ローカルパート枠（不定期）

### ラジオ番組

#### 過去
- サタデージャンクション とんでもナイト[3]
- えんやこらワイド木曜・金曜担当
- JRTカラオケ大賞[4]
- Nanjaプラザ[4]
- 徳島新聞ニュース（不定期）
- 土曜ワイド徳島
- ラジオ大福（金曜日担当）
- おやじの青春（2016年10月1日 - 2024年9月28日）
- 週刊よし★じゅん[3]
- ザ・ノンストップ ミュージック
- JRTおはようラジオ（不定期、金曜日以外）